# Перерванка
Перерванка — река в России, протекает в Нагорском районе Кировской области. Устье реки находится в 6,5 км по правому берегу реки Мытец. Длина реки составляет 23 км.
Исток реки в лесу близ границы с Республикой Коми в 11 км к юго-западу от посёлка Мытьец (Синегорское сельское поселение). Река течёт по ненаселённому лесному массиву на юго-восток, параллельно реке Мытьецовке. Впадает в Мытец в 6 км к северо-западу от посёлка Первомайск (Синегорское сельское поселение).

## Данные водного реестра
По данным государственного водного реестра России относится к Камскому бассейновому округу, водохозяйственный участок реки — Вятка от истока до города Киров, без реки Чепца, речной подбассейн реки — Вятка. Речной бассейн реки — Кама.
По данным геоинформационной системы водохозяйственного районирования территории РФ, подготовленной Федеральным агентством водных ресурсов:
- Код водного объекта в государственном водном реестре — 10010300212111100031297
- Код по гидрологической изученности (ГИ) — 111103129
- Код бассейна — 10.01.03.002
- Номер тома по ГИ — 11
- Выпуск по ГИ — 1